# ماغي لوسون
مارغريت كاسيدي «ماغي» لوسون (بالإنجليزية: Maggie Lawson)‏ (ولدت في 12 أغسطس 1980) ممثلة أمريكية

## روابط خارجية
- ماغي لوسون على موقع IMDb (الإنجليزية)
- ماغي لوسون على موقع ألو سيني (الفرنسية)
- ماغي لوسون على موقع أول موفي (الإنجليزية)
- ماغي لوسون على موقع قاعدة بيانات الأفلام السويدية (السويدية)
- ماغي لوسون على موقع إن إن دي بي (الإنجليزية)
- ماغي لوسون على موقع قاعدة بيانات الفيلم (الإنجليزية)
- ماغي لوسون على موقع كينوبويسك (الروسية)
- USA Network's web site about Maggie Lawson